# 華盛頓不明飛行物事件

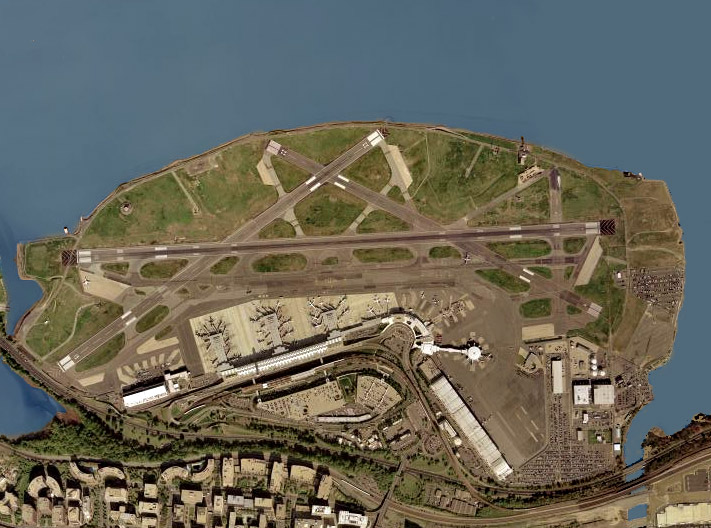
罗纳德·里根华盛顿国家机场,位于波托马克河旁

华盛顿不明飞行物事件（英語：1952 Washington, D.C. UFO incident），也称华盛顿不明飞行物集中爆发（英語：Washington flap）、华盛顿国家机场目击事件（英語：Washington National Airport Sightings），或者入侵华盛顿（英語：Invasion of Washington），是指从1952年7月12日至7月29日间，发生于华盛顿哥伦比亚特区上空的一连串有关不明飞行物报告的事件。其中最广为人知的目击事件发生于连续两个星期的周末，7月19日-20日和7月26日-27日。不明飞行物历史学家柯蒂斯·皮伯斯（Curtis Peebles）把这次事件称作“1952年不明飞行物集中爆发的高峰”（the climax of the 1952 (UFO) flap）——“蓝皮书计划和空军之前从来没有、之后也不会经历像这样潮水般众多的不明飞行物报告。”

## 7月19日-20日的事件
7月19日星期六，晚上11:40时华盛顿国家机场（现为罗纳德·里根华盛顿国家机场）的一位名叫爱德华·纽金特（Edward Nugent）的航空管制员注意到有七个物体在他的雷达上出现。这些物体位于城市南偏东南方向15英里（24公里）。在那片区域内没有任何已知的飞机，物体也没有遵循任何既定的飞行路线。纽金特的上司哈利·巴恩斯（Harry Barnes）是机场的一位高级空中交通管制员，他在纽金特的雷达示波器上观察到了这些物体。他后来写道：
我们立即知道存在着一个非常奇怪的情况……与那些普通飞机相比，它们的运动非常剧烈。
巴恩斯让两个管制员去检查纽金特的雷达；他们发现雷达工作正常。接着巴恩斯打电话给配备雷达的指挥塔台，塔台的管制员霍华德·康克林（Howard Cocklin）和乔·扎科（Joe Zacko）说他们的雷达屏幕上也出现了不明闪光。他们还看到“一个明亮的光点在空中盘旋......（它）飞走了，以难以置信的速度急剧上升远离。”康克林对扎科说：“你看到了吗？那到底是什么东西？”
此刻，又有其它物体出现在雷达示波器的所有扇区内。当它们飞过白宫和美国国会大厦上空时，巴恩斯打电话给距华盛顿国家机场10英里远的安德鲁斯空军基地。虽然基地报告称他们没有在雷达上看到任何异常物体，但很快一位飞行员打电话给基地的指挥塔台并报告目击到一个奇怪的物体。接着塔台内的飞行员威廉·布雷迪（William Brady）看到一个“似乎是一团橙色火球的物体，它拖着一条尾迹......（它）不像任何我以前见到过的东西。”当布雷迪尝试让其他工作人员提高警惕时，那个奇怪的物体“以难以置信的速度离开了。”在华盛顿国家机场的一条跑道上，首都航空的一位飞行员S.C.皮尔曼（S.C. Pierman）正坐在DC-4飞机的驾驶舱内等候起飞许可。看到一个他认为是流星的物体后，他被告知指挥塔台的雷达已经觉察到许多不明物体正向他所在的位置逼近。在14分钟内，皮尔曼观察到六个物体——“白色，无尾，移动迅速的亮光”。皮尔曼在目击时与巴恩斯进行了无线电联系。后来巴恩斯叙述称，“每次目击都与我们可在皮尔曼飞机附近看到的雷达回波同时出现。当皮尔曼报告亮光高速飞走时，它也在我们的视野里消失了”。
与此同时在安德鲁斯空军基地，指挥塔台工作人员正在雷达上追踪一些被认为是不明物体的东西。但其他人怀疑，并很快能确认那些物体是星星和流星。然而，参谋军士查尔斯·达文波（Charles Davenport ）观察到南面有一个橙红色亮光；亮光“似乎静止不动，然后突然改变方向和高度......这种情况发生了好几次。”华盛顿国家机场的两个雷达中心和安德鲁斯空军基地的雷达曾一度追踪到一个盘旋在无线电导航台上空的物体。该物体同时从这三个雷达中心的雷达上消失。在凌晨3:00，美国空军的两架F-94星火喷气式战机从位于特拉华州的新城堡空军基地飞到华盛顿上空的不久前，所有物体都从华盛顿国家机场的雷达上消失。然而，当战斗机因燃油不足而离开后，物体再次返回。这使得巴恩斯相信，“那些不明飞行物能监视无线电通讯，并相应地做出反应。”上午5:30，雷达最后一次侦测到那些物体。

## 新闻报道和空军的反应
1952年7月19日-20日的目击事件登上了全国各地报纸的头版头条。一个典型的例子是来自爱荷华州雪松拉皮兹公报（Cedar Rapids Gazette）的头条——用黑色大号字体印刷的“飞碟涌向首都上空”（SAUCERS SWARM OVER CAPITAL）。碰巧的是，美国空军的一位上尉，同时也是空军蓝皮书计划的不明飞行物调查主管人员，爱德华·J·鲁佩尔特（Edward J. Ruppelt）当时也在华盛顿。然而，他直到7月21日星期一看了一份华盛顿地区的报纸的头条后才了解到目击事件。与五角大楼的情报官员谈论目击事件后，鲁佩尔特花了几个小时试图获得一辆指挥车（staff car）以便能在华盛顿附近行驶并调查目击事件。但因为只有将军和大校才能使用指挥车，他的请求遭到拒绝。他被告知可以花自己的钱租一部出租车。至此，他感到非常沮丧以至于离开华盛顿并飞回位于俄亥俄州的赖特-帕特森空军基地的蓝皮书计划总部。在离开华盛顿前，鲁佩尔特与空军雷达专家罗伊·詹姆斯（Roy James）上尉进行了交谈。上尉觉得，不寻常的天气条件很有可能是不明雷达目标出现的原因。

## 7月26日-27日的事件
1952年7月26日晚上8:15，美国国家航空一趟飞入华盛顿的航班上的駕駛和空服員观察到在飞机上方有一些奇怪的亮光。几分钟之内，华盛顿国家机场的两个雷达中心和安德鲁斯空军基地的雷达追踪到更多的不明物体。安德鲁斯空军基地的一位军士长目视到那些物体；后来他说道，“这些亮光不具有流星的特点。它们没有尾迹……它们移动得比我见到过的任何流星都要快”。
与此同时，蓝皮书计划的新闻发言人阿尔伯特·M·肖普（Albert M. Chop）抵达华盛顿国家机场。出于安全考虑，他拒绝了几位记者拍摄雷达屏幕的请求。然后他加入到雷达中心的工作人员当中。截至当时（9:30 p.m.），雷达中心在每个雷达扇区都捕捉到不明物体。不明物体有时缓慢移动，有时以高达7000英里每小时的速度掉头横跨整个雷达示波器。晚上11:30，美国空军的两架F-94星火喷气式战机从位于特拉华州的新城堡空军基地飞到华盛顿上空。飞行队长约翰·麦雨果（John McHugo）上尉被（塔台）引导朝向雷达闪光处飞去，但尝试了好几次都没有看到任何东西。然而，另一架战斗机上的威廉·帕特森（William Patterson）中尉看到了四个白色的“光”并追逐它们。他后来说，“我尝试在1,000英尺以下与那些可怕的物体取得联系。当时我把飞机开到了最高速度……我停止追逐它们，因为我看不到追上它们的希望。”。据肖普说，当地面控制人员问帕特森“有没有看到什么东西”时，帕特森回答说，“我现在看到它们了，它们都在我周围。我应该做什么？”......“没有一个人回答他，因为我们不知道要跟他说什么。”。
7月27日子夜后，五角大楼蓝皮书计划的联络人杜威·富内特（Dewey Fournet）少校和美国海军雷达专家约翰·霍尔科姆（John Holcomb）中尉抵达华盛顿国家机场的雷达中心。在夜里，霍尔科姆接到了华盛顿国家气象站打来的电话。气象站的人告诉他，一次轻微的逆温出现在城市上空，但霍尔科姆觉得逆温不“足以解释雷达示波器上‘良好且坚实’的回波。”富内特转述说，所有在雷达室里的人都相信雷达上的目标最有可能是坚实的金属物体所致。他说，雷达示波器上也有天气原因造成的目标，但这很经常发生，管制员“当时并没有注意它们。”另外两架来自新城堡空军基地的F-94星火战机在夜间紧急起飞。其中一个飞行员没有见到任何异常物体，另一个飞行员见到一个白色亮光。亮光在飞行员驾驶飞机飞向它时“消失了”。此外，“飞入华盛顿的民用飞机在雷达闪光处报告说看到奇怪的发光物体。”目击事件和不明雷达回波直到7月27日日出时才结束。

## 白宫的关注和中央情报局的兴趣
7月26日-27日的目击事件同样也登上头版头条，并使得总统哈里·S·杜鲁门让自己的空军助手打电话给鲁佩尔特要求给出对目击事件和不明雷达回波的解释。杜鲁门用单独的一部电话倾听了两人的对话，但没有亲自提问。鲁佩尔特记得在离开华盛顿前他与詹姆斯上尉的对话。他对总统的助手说，目击事件有可能是逆温造成的。在逆温发生时，一层暖湿空气覆盖在一层更靠近地面的干冷空气之上。这种状况会导致雷达信号发生扭曲并给出虚假回波。然而，鲁佩尔特还没有接见过任何目击者或进行过任何正式调查。
中央情报局的历史学家杰拉德·海恩斯（Gerald Haines）在文章《中央情报局在不明飞行物研究中的角色，1947-90》（CIA's Role in the Study of UFOs, 1947-90）中也提及杜鲁门的忧虑：“1952年尤其是在7月，美国上空大规模的目击事件惊动了杜鲁门政府。7月19日-20日，华盛顿国家机场的雷达示波器和安德鲁斯空军基地都追踪到神秘的回波。7月27日时，回波再次出现。”中央情报局将通过“在科学情报办公室（Office of Scientific Intelligence，OSI）与当前情报办公室（Office of Current Intelligence，OCI）内组建一个特殊的研究小组来重新审查当前的局面”以应对1952年不明飞行物报告浪潮。爱德华·塔斯（Edward Tauss）在给研究小组的报告中说，大多数不明飞行物目击事件可以很容易解释。然而，他建议中央情报局应继续监视问题的动向。”中央情报局对该问题的关注导致了1953年1月罗伯森调查小组的成立。

## 空军的解释
为了平息公众对不明飞行物报告浪潮的焦虑，且回答新闻媒体有关目击事件的问题，并希望减少发给蓝皮书计划的不明飞行物报告的数量——这当时正阻塞着正常情报的发送渠道，美国空军情报主任约翰·桑福德（John Samford）少将和美国空军运行总监罗杰·拉米（Roger Ramey）于1952年7月29日在五角大楼召开一场参加人数众多的新闻发布会。这是自二战以来五角大楼召开的规模最大的新闻发布会。有新闻报道将桑福德和拉米称为空军的两位顶级不明飞行物专家。
由于与罗伊·詹姆斯在当天早些时候讨论了目击事件并与他同时出席新闻发布会，桑福德受詹姆斯的影响很大。他宣布华盛顿上空的目击事件可以解释为被误判的空中现象（例如星星或流星）。桑福德还表示说，不明雷达目标可以解释为逆温现象。这种现象在雷达收到不明回波的那两个晚上都出现在华盛顿上空。
此外桑福德还说，不明雷达接触不是由固体物质引起的，因此不会对国家安全造成威胁。在回答“空军是否在事件发生前就已经记录过类似的不明飞行物雷达接触”的问题时，桑福德承认事件发生前空军战机在进行拦截时已经有过“好几百次”这样的接触。但他又说这些拦截都是“徒劳的”。鲁佩尔特后来写道，这次会议被证明成功地“让新闻界远离我们。”
一架B-25轰炸机的机组人员是事件的目击者，他们支持桑福德的解释。7月26日-27日目击事件发生时他们正飞过华盛顿上空。轰炸机多次被华盛顿国家机场引导朝向在机场雷达示波器上的不明目标飞去，然而他们没有看到任何异常物体。最后，正如一位机组人员讲道，“雷达上出现一个目标，结果是威尔逊航道（Wilson Lines）上开往弗农山庄的一艘汽船……雷达一定是捕捉到了那艘汽船。”7月19日-20日目击事件发生期间，空军上尉哈罗德·梅（Harold May）正在安德鲁斯空军基地的雷达中心。刚听闻华盛顿国家机场的雷达在他所处的方向上捕捉到一个不明物体，他就走到外面，看到“一个亮光从红色变为橙色再变为绿色然后又变回红色......有时它突然下沉，似乎在降低高度。”然而，梅最终得出结论，他只是看到一颗被大气扭曲的星星，它的运动只是一种错觉。7月27日凌晨3:00，美国东方航空一趟飞过华盛顿上空的航班被告知一个不明物体正在航班附近，但机组人员没有看到任何异常物体。当他们被告知那个物体移动到飞机的正后方时，他们开始让飞机急转弯以求看到物体，却又被华盛顿国家机场的雷达中心告知当他们开始转弯时物体就已经“消失了”。应空军要求，美国民用航空管理局技术开发评估中心对雷达目标进行了分析。他们的结论是，“在不明雷达目标或肉眼可见的物体被报告的几乎每一时刻都表明存在逆温现象。”蓝皮书计划最终把华盛顿不明雷达回波归为由逆温造成的虚假图像，把目击事件归为误判的流星，星星和城市的灯光。后来的几年里，两位著名的不明飞行物怀疑者，哈佛大学天文学家唐纳德·门泽尔（Donald Menzel）博士和航空周刊（Aviation Week）资深编辑菲利普·克拉斯（Philip Klass）都表示赞成逆温/海市蜃楼假说。在2002年克拉斯告诉一位记者“1952年的雷达技术还不够先进，无法滤过一些普通物体，例如鸟群，气象气球或者逆温。”那位记者补充说，“不明飞行物支持者认为即便是在那时，熟练的管制员也能区分虚假目标和金属固体。而克拉斯对此并不认同。他认为，也许‘那些晚上在华盛顿国家机场的是两个愚钝的管制员’......（克拉斯）补充说，20世纪70年代数字滤波器的引入使得雷达上观测到的不明飞行物的数量急剧下降。”

## 对空军解释的批评
几乎从桑福德将军召开新闻发布会的那一刻起，事件目击者、不明飞行物研究员和空军人员都站出来批评逆温/海市蜃楼的解释。鲁佩尔特上尉注意到，反对空军解释的富内特少校和霍尔科姆中尉都没有出席桑福德的新闻发布会。他发现，华盛顿在1952年6月，7月，8月几乎没有一个晚上不出现逆温现象，然而缓慢移动的固体雷达目标只是在少数几晚出现。
根据国家新闻服务通讯社（International News Service，INS）的报道，美国国家气象局也不赞同逆温假说。一位官员表示，“逆温现象通常会在雷达屏幕上显示为一条稳定的线，而不像在机场雷达示波器上看到的单个物体那样。”
另外，据鲁佩尔特说，当他能够会见华盛顿国家机场的雷达和塔台人员时，他们没有一个人认同空军的解释。由政府资助的康顿委员会的研究员迈克尔·韦特海默（ Michael Wertheimer）在1966年调查了此事件。他发现，雷达目击者仍质疑空军的解释，却没有阻止关于赞同逆温/海市蜃楼解释的报告的发布。鲁佩尔特说，7月27日，华盛顿国家机场的指挥塔台打电话给安德鲁斯空军基地的指挥塔台并通知他们说前者的雷达发现一个不明物体正位于后者的南部，且就在后者无线电导航台上空。据鲁佩尔特说，安德鲁斯指挥塔台的人员都看到“一个巨大的火红橙色球体”在导航台上空盘旋。几天后当鲁佩尔特会见塔台人员时，他们却坚持认为他们自己弄错了，看到的只是一颗明亮的星星。然而，当鲁佩尔特查阅一份天文图表后，他发现那天晚上导航台上空根本就没有明亮的星星。鲁佩尔特“从一个良好的消息来源获知，塔台的人员被高级官员劝说了‘一下’，使他们声称他们看到的只不过是一颗星星。”
也有目击者宣称看到了有空间结构的飞行器而不仅仅是“光”或亮星。7月19日炮兵军官约瑟夫•吉甘德（Joseph Gigandet）正坐在他家的门廊前。他家位于弗吉尼亚州亚历山德里亚，与华盛顿隔着波托马克河。他宣称在晚上9:30见到“一个红色的雪茄形物体”缓慢飞过他的住宅。吉甘德估计那个物体的大小与在约10,000英尺高度的DC-7飞机相当；他还宣称那个物体的侧面有“一系列紧密组合在一起的灯光”。那个物体最后又飞回来，第二次飞过他家上空，这使得他假定物体在该地区盘旋。当物体第二次飞走时，它变成更深的红色并飞过华盛顿上空；而这一切发生在爱德华·纽金特首次在华盛顿国家机场的雷达上观测到不明物体的不到两小时之前。亚利桑那大学物理学家同时也是20世纪60年代著名的幽浮学研究者詹姆斯·E·麦克唐纳（James E. McDonald）博士，对华盛顿不明飞行物事件进行了自己的分析，包括会见与事件有关的四位飞行员和五位雷达人员。麦克唐纳在美国众议院科学和航空委员会上讨论了他的结果。他告诉委员会被用来解释不明雷达踪迹的逆温理论是“相当站不住脚的”。他还说，华盛顿不明飞行物事件在他看来就是“我们首都上空不明飞行物的一个例子”。就此事件与麦克唐纳面谈的霍华德·康克林在2002年告诉华盛顿邮报记者，他仍然“确信看到了华盛顿上空的不明物体......我在（雷达）屏幕上和窗外看到它......它是一个发白的蓝色物体，不是一个亮光——而是一个坚实的......碟状物体”

## 罗伯森调查小组
1952年数量及其众多的不明飞行物报告惊动了空军和中央情报局。两者都认为，敌对国家能够故意利用虚假的不明飞行物报告淹没美国，制造大规模恐慌，并允许他们偷偷地发动袭击。1952年9月24日，中央情报局科学情报办公室给中央情报局局长沃尔特·比德尔·史密斯（Walter Bedell Smith）发送了一份备忘录。备忘录中讲道：“飞碟的情况……涉及国家安全……是公众关注的现象……有引发大规模歇斯底里与恐慌的潜在可能。”这份备忘录是担任罗伯森调查小组主席的物理学家霍华德·罗伯森博士的成果。小组由著名的科学家组成，他们用了四天审查了蓝皮书计划收集到的“最好的”不明飞行物事件。小组驳回了几乎所有他们审查过的不明飞行物案件，因为案件没有表明任何异常的或危害国家安全的东西。小组有一条饱受争议的评价：空军和蓝皮书计划只需要花更少的时间来分析和研究不明飞行物报告，可以花更多时间公开这些报告。小组建议空军和蓝皮书计划应采取行动“剥夺不明飞行物已获得的特殊地位以及它们不幸获得的神秘光环”。在小组的建议下，蓝皮书计划很少会公布任何未被归为“已解决”的不明飞行物案件；未被解决的案件很少会被空军提及。